# François Fournier-Sarlovèze
François Fournier-Sarlovèze, född 28 april 1772 i Sarlat (Dordogne, död 18 januari 1827 i Paris, var en fransk greve och general.